# Corriere Italiano (1923-1924)
Il Corriere Italiano fu un quotidiano italiano nato a Roma nel 1923 e chiuso nel 1924.

## Storia
Nel 1923 Benito Mussolini, presidente del Consiglio da pochi mesi, incaricò Aldo Finzi, sottosegretario all'Interno a partire dalla marcia su Roma, di fondare a Roma un quotidiano filo-governativo ed antagonista del milanese Corriere della Sera, giornale della borghesia imprenditoriale del Nord Italia.
Il giornale fu finanziato dagli industriali genovesi del gruppo siderurgico comprendente Ilva, la Piaggio, i grossi industriali dello zucchero (Eridania) e l'Ansaldo. Anche la Fiat di Giovanni Agnelli partecipò con una quota alla costituzione della società editrice.
Il 14 aprile 1923 fu costituita l'editrice «La Vita d'Italia», presidente l'avvocato A. Olivieri di cui divenne amministratore delegato Filippo Filippelli. 
Aldo Finzi chiamò alla direzione della Terza pagina il poeta Ardengo Soffici che, nell'aprile 1923, si trasferì dalla natia Toscana a Roma. In agosto Nello Quilici lasciò la direzione del Resto del Carlino e si trasferì nella capitale per dirigere le pagine di politica interna. Caposervizio di politica estera fu Gubello Memmoli (pseudonimo del conte Giovanni Capasso Torre). 
L'11 agosto cominciarono le pubblicazioni del quotidiano con al vertice il trio A. Finzi, N. Quilici e F. Filippelli. 
Filippelli fu incaricato di organizzare materialmente la redazione. Per la pagina culturale scelse intellettuali non allineati al gusto comune. Molti provennero dal periodico La Ronda: Antonio Baldini, Vincenzo Cardarelli, Lorenzo Montano e Alberto Savinio: essi collaborarono alla Terza pagina (anche come elzeviristi). Vi erano poi: il fondatore della Voce Giuseppe Prezzolini, un ex futurista come Aldo Palazzeschi e un eccentrico umorista come Achille Campanile. La critica teatrale fu curata da Bruno Barilli, a Luigi Chiarelli fu affidata la critica teatrale, l'esploratore Guelfo Civinini fu l'inviato speciale.
Nel suo articolo di fondo del primo numero (11 agosto 1923), Filippelli scrisse che il Corriere Italiano era la diretta continuazione del Giornale di Roma (fondato nell'agosto 1922 e cessato poco prima della fondazione del Corriere). Il 1º settembre apparve sul Corriere una rubrica di recensioni cinematografiche. Curata da Alberto Savinio, fu la prima rubrica del settore affidata a un letterato mai apparsa su un quotidiano italiano. Finzi affidò poi la direzione unica dal 13 ottobre a Filippelli.
A dicembre 1923 Filippelli arrivò ad acquisire anche la metà delle azioni del quotidiano, di cui aveva già una quota.
Su impulso del Filippelli, all'inizio del 1924 nacque un mensile illustrato abbinato al quotidiano, Galleria, supplemento culturale e di intrattenimento (sul modello della Lettura del Corriere della Sera) diretto da Ardengo Soffici. In marzo Soffici lasciò il quotidiano e tornò in Toscana. Le redini della Terza pagina e del mensile furono prese da Antonio Baldini.
Entrambe le pubblicazioni, già in difficoltà economiche nell'aprile 1924, vennero sospese a seguito dell'arresto di Filippelli il 17 giugno, implicato nel rapimento di Giacomo Matteotti, il 19 giugno 1924.
Il 20 giugno 1924, quando il giornale aveva già sospeso le pubblicazioni, emerse il fatto che, oltre ai finanziatori conosciuti, il Corriere Italiano ebbe anche fonti di finanziamento occulte. Sul quotidiano mussoliniano Il Popolo d'Italia apparvero i nomi di due imprenditori genovesi: un armatore (Odero) e un industriale dello zucchero (Bruzzone). Ipotesi vennero fatte anche attorno alla Banca Commerciale Italiana, agli armatori Parodi e ad altre grandi industrie.

## Direttore
- Aldo Finzi, Nello Quilici e Filippo Filippelli (11 agosto - 13 ottobre 1923)
- Filippo Filippelli (dal 13 ottobre al 15 giugno 1924)
- Gubello Memmoli (16-19 giugno 1924)

## Firme
Al Corriere Italiano collaborarono:
- Adolfo Albertazzi,
- Achille Campanile,
- Silvio D'Amico,
- Salvatore Di Giacomo,
- Antonio Baldini,
- Emilio Cecchi,
- Francesco Flora,
- Eugenio Giovanetti,
- Alfredo Panzini,
- Umberto Saba,
- Corrado Pavolini,
- Piero Misciatelli,
- Pietro Pancrazi,
- Corrado Pavolini,
- Matteo Marangoni,
- Francesco Lanza,
- Giuseppe Ravegnani,
- Orio Vergani,
- Corrado Govoni,
- Lorenzo Viani,
- Giorgio Vigolo,
- Michele Bianchi[17].